# Nicolas Anselme Baptiste
Nicolas Anselme Baptiste, mais conhecido como Baptiste aîné (Bordeaux, 18 de junho de 1761 – Paris, 1 de dezembro de 1835), foi um ator francês.

## Biografia
Ele nasceu em Bordeaux, filho mais velho de Joseph François Anselme, um ator popular. Sua mãe desempenhou papéis principais em tragédias, e seus pais desfrutaram da proteção de Voltaire e da amizade de Lekain. Provavelmente foi sob os auspícios deste último que Nicolas Anselme fez sua primeira aparição como de Belloy em Gaston et Bayard; e pouco depois, sob o nome de Baptiste, assinou contrato para interpretar papéis de jovem amante em Arras, onde também apareceu na ópera e até na pantomima.
De Rouen, onde ele teve três anos de sucesso, sua reputação se espalhou para Paris e ele foi convocado para o novo teatro que o comediante Langlois Courcelles havia acabado de fundar, e onde conseguiu, não apenas se comprometendo, mas também trazendo toda sua família, pai, mãe, esposa e irmão. Eles foram assim distinguidos nos folhetos: Baptiste, ainé, Baptiste père, Baptiste cadete, Madame Baptiste mère, Madame Baptiste bru. Isso resultou no trocadilho de chamar uma peça em que todos se pareciam une pièce de baptistes.
Nicolas logo obteve a admiração do público, especialmente em Robert, chef de brigands, de Jean-Henri-Ferdinand Lamartelière, e como o conde Almaviva em La Mère coupable de Beaumarchais. Seu sucesso nela foi tão grande que os diretores do Théâtre de la République - que já haviam contratado Talma, Dugazon e Madame Vestris - apressaram-se a obter seus serviços e, para obtê-lo imediatamente (1793), pagaram os 20 000 francos de multa pela quebra de seu contrato.
Nicolas assumiu todos os papéis principais nas comédias e tragédias. À medida que foi envelhecendo, assumiu papéis de pais da nobreza. Depois de uma brilhante carreira de 35 anos de serviço ininterrupto, ele se aposentou em 1828. Mas, após a Revolução de Julho de 1830, quando o Théâtre Français estava em apuros, os irmãos Baptiste vieram em seu socorro, reapareceram no palco e ajudaram a trazer de volta sua prosperidade. Nicolas morreu em Paris aos 74 anos, em dezembro de 1835.

## Teatro
- 1799 : Les Amis de collège de Louis-Benoît Picard, Comédie-Française : Clermont
- 1799 : Le Misanthrope de Molière : Alceste
- 1799 : Les Projets de mariage d'Alexandre Duval, Comédie-Française : Germencey
- 1799 : Épicharis et Néron de Gabriel-Marie Legouvé, Comédie-Française : Lucain
- 1799 : La Jeunesse du duc de Richelieu d'Alexandre Duval et Jacques-Marie Boutet de Monvel, Comédie-Française : Richelieu
- 1799 : Tartuffe de Molière : Tartuffe
- 1799 : Le Barbier de Séville de Beaumarchais : le comte Almaviva
- 1799 : Mathilde de Jacques-Marie Boutet de Monvel, Comédie-Française : Wodmar
- 1799 : Blanche et Montcassin d'Antoine-Vincent Arnault, Comédie-Française : Capello
- 1799 : Les Deux Frères d'après August von Kotzebue, Comédie-Française : Bertrand
- 1799 : Agamemnon de Népomucène Lemercier : Agamemnon
- 1799 : Les Statuaires d'Athènes d'Antoine-François Rigaud, Comédie-Française : le magistrat
- 1799 : Les Précepteurs de Fabre d'Églantine, Comédie-Française : Ariste
- 1799 : Le Deuil prématuré de Noël-Barthélemy Monvel, Comédie-Française : Durval
- 1799 : L'Abbé de L'Épée de Jean-Nicolas Bouilly, Comédie-Française : Franval
- 1800 : Orphis de Népomucène Lemercier, Comédie-Française : Amostris
- 1800 : Le Lord imprévu de Jean-Charles-Julien Luce de Lancival, Comédie-Française : Milors
- 1800 : Oscar fils d’Ossian d'Antoine-Vincent Arnault, Comédie-Française : Dermide
- 1800 : Pinto ou la Journée d'une conspiration de Népomucène Lemercier : Lopez
- 1800 : Montmorency de Carrion-Nizas, Comédie-Française : Richelieu
- 1800 : Les Calvinistes ou Villars à Nimes de Charles Pigault-Lebrun, Comédie-Française : le maréchal de Villars
- 1801 : Le Collatéral de Fabre d'Églantine, Comédie-Française : Forlis
- 1801 : Foedor et Wladamir ou la Famille de Sibérie de Jean-François Ducis, Comédie-Française : Romanoff
- 1801 : Iphigénie de Jean Racine, Comédie-Française : Ulysse
- 1801 : L'Intrigant dupé par lui-même de Honoré-Antoine Richaud-Martelly, Comédie-Française : Charles
- 1802 : Édouard en Écosse d'Alexandre Duval, Comédie-Française : Cope
- 1802 : Le Roi et le laboureur d'Antoine-Vincent Arnault, Comédie-Française : Don Juan
- 1802 : Le Mariage de Figaro de Beaumarchais, Comédie-Française : le comte Almaviva
- 1802 : Le Jeu de l'amour et du hasard de Marivaux, Comédie-Française : Dorante
- 1802 : Eugénie de Beaumarchais, Comédie-Française : Clarendon
- 1802 : La Mère coupable de Beaumarchais, Comédie-Française : le comte Almaviva
- 1803 : Herman et Verner ou les Militaires d'Étienne Guillaume François de Favières, Comédie-Française : Herman
- 1803 : La Boîte volée de Charles de Longchamps, Comédie-Française : Birmann
- 1804 : Guillaume le Conquérant d'Alexandre Duval, Comédie-Française : Guillaume
- 1804 : La Fausse honte de Charles de Longchamps, Comédie-Française : Germon
- 1804 : Pierre le Grand de Henri de Carrion-Nizas, Comédie-Française : Lefort
- 1804 : Les Dangers de l'absence de Jean-Baptiste Pujoulx, Comédie-Française : M. de Florvile
- 1804 : Molière avec ses amis de François Andrieux, Comédie-Française : Chapelle
- 1804 : Cyrus de Marie-Joseph Chénier, Comédie-Française : Ostiages
- 1805 : Nicomède de Pierre Corneille : Prusias
- 1805 : Esther de Jean Racine : Mardochée
- 1805 : Les Templiers de François Just Marie Raynouard : le ministre
- 1805 : Bajazet de Jean Racine : Acomat
- 1805 : Amélie Mansfield de Louis François Marie Bellin de La Liborlière : Arnold
- 1806 : Les Français dans le Tyrol de Jean-Nicolas Bouilly : le gouverneur
- 1806 : Athalie de Jean Racine : Mathan, puis Joad
- 1806 : Antiochus Epiphanes de Auguste Le Chevalier : Antiochus
- 1806 : Phèdre de Jean Racine, Comédie-Française : Thésée
- 1806 : Omasis ou Joseph en Égypte de Pierre Baour-Lormian : Jacob
- 1807 : Le Parleur contrarié de Launay-Vasary : Ariste
- 1807 : Pyrrhus ou les Aeacides de Louis-Grégoire Le Hoc : Alcétas
- 1807 : La Mort de Du Guesclin de Hyacinthe Dorvo : le vieillard anglais
- 1807 : Abdélazis et Zuleima de Pierre-Nicolas André de Murville : Nasser
- 1807 : Le Misanthrope de Molière : Philinte
- 1808 : Plaute ou la Comédie latine de Népomucène Lemercier : Daemone
- 1808 : La Suite du Menteur de Pierre Corneille : Ariste
- 1809 : Médiocre et rampant ou le Moyen de parvenir de Louis-Benoît Picard : Ariste
- 1809 : Les Capitulations de conscience de Louis-Benoît Picard : Descobard
- 1809 : La Revanche de François Roger et Augustin Creuzé de Lesser : le comte
- 1809 : Vitellie de A. de Selve : Helvidius
- 1809 : L'Enthousiaste de J. de Valmalette : Ariste
- 1810 : La Mère confidente de Marivaux : Ergaste
- 1810 : Brunehaut ou les Successeurs de Clovis d'Étienne Aignan : Clotaire
- 1810 : Le Vieux fat ou les Deux vieillards de François Andrieux : M. Merville
- 1810 : Eugénie de Beaumarchais : Hartley
- 1811 : Un lendemain de fortune ou les Embarras du bonheur de Louis-Benoît Picard : M. de Brémont
- 1811 : Les Jeunes Amis de François-Joseph Souque : M. Gandolphe
- 1811 : Britannicus de Jean Racine : Burrhus
- 1811 : La Manie de l'indépendance d'Augustin Creuzé de Lesser : Germond
- 1811 : Les Pères créanciers d'Eugène de Planard : Valmont
- 1811 : Annibal de A. J. Denormandie : Prusias
- 1813 : Tippo-Saëb d'Étienne de Jouy : Narséa
- 1813 : Tom Jones à Londres de Desforges : Western
- 1814 : Fouquet de J. R. de Gain-Montagnac : Fouquet
- 1814 : La Rançon de Du Guesclin d'Antoine-Vincent Arnault : Caurelay
- 1814 : Les États de Blois ou La Mort du duc de Guise de François Just Marie Raynouard : Crillon
- 1815 : Tartuffe de Molière : Cléante
- 1815 : Un retour de jeunesse de Louis-François-Hilarion Audibert : Dorimont
- 1815 : Athalie de Jean Racine : Asarias
- 1816 : La Comédienne de François Andrieux : Gouvignac
- 1816 : Charlemagne de Népomucène Lemercier : Gérolde
- 1816 : Laquelle des trois ? de Charlotte Vanhove : le comte d'Olbreuse
- 1816 : Le Médisant d'Étienne Gosse : Duvernois père
- 1816 : L'Anniversaire ou Une journée de Philippe-Auguste de Rancé et Théaulon de Rambert : le comte de Dreux
- 1816 : L'Artisan politique de Théodore-Henri Barrau : Maître Fribourg
- 1817 : Le Trésor de François Andrieux : Latour
- 1817 : La Manie des grandeurs d'Alexandre Duval : Montgéran
- 1818 : Le Susceptible par honneur d'Étienne Gosse : Verneur
- 1818 : Partie et revanche de Rancé : Derville
- 1819 : Orgueil et vanité de Joseph-François Souque : le président
- 1819 : Le Frondeur de Jacques-Corentin Royou : Lisimon
- 1819 : Le Marquis de Pomenars de Sophie Gay : Méridec
- 1820 : Le Flatteur d'Étienne Gosse : Roland
- 1820 : Le Folliculaire d'Alexandre de La Ville de Mirmont : Dormeuil
- 1820 : Le Paresseux de Jean- Étienne-François de Marignié : Blamon
- 1821 : Le Faux bonhomme d'Alexandre Duval : Franville
- 1821 : Jeanne d'Albret ou le Berceau d'Henri IV de Théaulon de Lambert, Carmouche et Edmond Rochefort : Henri d'Albret
- 1821 : L'Heureuse rencontre d'Eugène de Planard : M. de Valsain
- 1821 : Le Retour ou l'Oncle et le neveu de Rancé : Valcour oncle
- 1821 : Faliero d'Étienne Gosse : le doge
- 1822 : Le Ménage de Molière de Justin Gensoul et J. A. N. Naudet : Chapelle
- 1822 : Le Sourd ou l'Auberge pleine de Desforges : Doliban
- 1822 : Les Quatre âges de Pierre-François Camus de Merville : Périanthe
- 1822 : L'Amour et l'ambition de François-Louis Riboutté : d'Herman
- 1823 : Fielding d'Édouard Mennechet : M. Scott
- 1823 : L'Auteur malgré lui de Saint-Rémy : Montfort
- 1824 : La Saint-Louis à Sainte-Pélagie de Jean-Baptiste-Pierre Lafitte : Raymond
- 1824 : Une journée de Charles V de Nicolas-Paul Duport : Froissart
- 1825 : L'Héritage d'Édouard Mennechet : Mérinville
- 1825 : Le Roman d'Alexandre-Joseph-Jean de la Ville de Mirmont : le baron
- 1825 : L'Auteur et l'avocat de Paul Duport : M. Dermont
- 1825 : La Princesse des Ursins d'Alexandre Duval : Salvador
- 1826 : L'Amitié des deux âges de Henri Monier de La Sizeranne : Germon
- 1826 : Le Spéculateur de François-Louis Riboutté : Menard
- 1826 : L'Agiotage de Louis-Benoît Picard et Adolphe Simonis Empis : Dormeuil
- 1826 : Le Duel de Léon Halévy : le général
- 1826 : Le Tasse d'Alexandre Duval : Pazzini
- 1828 : Chacun de son côté d'Édouard-Joseph-Ennemond Mazères : le baron Derbon